# 鲁皮特和普鲁伊特
鲁皮特和普鲁伊特，是西班牙加泰罗尼亚巴塞罗那省的一个市镇。总面积48平方公里，总人口341人（2001年），人口密度7人/平方公里。